# Pedicularis xylopoda
Pedicularis xylopoda är en snyltrotsväxtart som beskrevs av Tsoong. Pedicularis xylopoda ingår i släktet spiror, och familjen snyltrotsväxter. Inga underarter finns listade i Catalogue of Life.